# John Reed Swanton

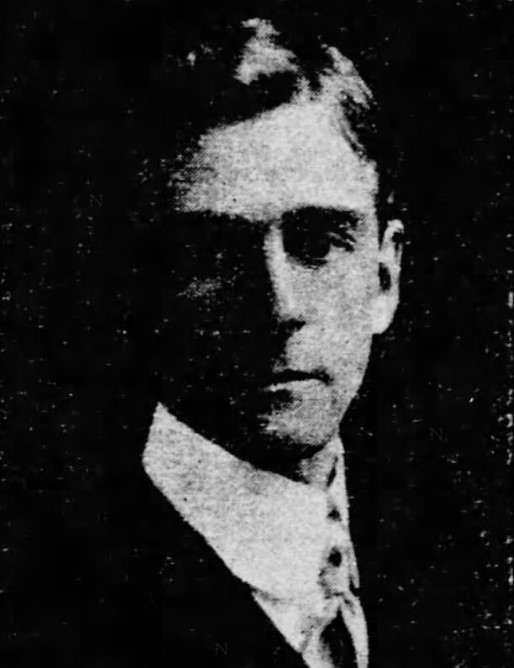
John Reed Swanton

John Reed Swanton (* 19. Februar 1873 in Gardiner, Maine; † 2. Mai 1958 in Newton, Massachusetts) war ein US-amerikanischer Anthropologe und Linguist.

## Leben und Wirken
Swanton besuchte die Schule seiner Heimatstadt und begann anschließend an der Harvard University zu studieren. Er erhielt 1897 seinen M.A. und ging 1898 bis 1899 zusammen mit Franz Boas an die Columbia University. Anschließend kehrte Swanton nach Harvard zurück und promovierte dort 1900 bei Frederic Ward Putnam.
Nach seinem Studium spezialisierte sich Swanton auf Feldforschung; er war einer der Ersten, der die Tlingit und die Haida wissenschaftlich erforschte. Nach einiger Zeit bekam er eine Anstellung beim Smithsonian Institution in Washington, D.C. und blieb dort bis zu seiner Emeritierung. Hier wurden die Muskogee-Sprachen sein Forschungsschwerpunkt.
Als langjähriges Mitglied der American Anthropological Association (AAA) betraute man Swanton 1932 mit deren Leitung. Zuvor fungierte er bereits 1911 bzw. 1921–1923 als Herausgeber der wissenschaftlichen Zeitschrift The American Anthropologist. 1932 wurde Swanton in die National Academy of Sciences gewählt.
Die letzten Jahre seines Lebens verbrachte Swanton in Newton (Massachusetts). Er starb am 2. Mai 1958 und fand dort auch seine letzte Ruhestätte.

## Ehrungen
- 1913 Loubat Prize für Tlinget Myths and Texts und Indian Tribes of the lower Mississippi Valley and adjacent coasts of the gulf of Mexico

## Schriften (Auswahl)
Aufsätze
- Modern Square Grounds of The Creek Indians. In: Smithsonian Miscellaneous Collections. Bd. 85, Nr. 8, 1931, ISSN 0096-8749, S. 1–46, (Digitalisat).
- Religious beliefs and medical practices of the Creek Indians. In: Annual Report of the Bureau of American Ethnology. 42, 1924/1925, ZDB-ID 208194-5, S. 473–672, (Digitalisat).
- An early account of the Choctaw Indians. In: Memoirs of the American Anthropological Association. Bd. 5, Nr. 2, 1918, ISSN 1040-4759, S. 51–72, (Digitalisat).

Bücher
- The Indian Tribes of North America (= Smithsonian Institution. Bureau of American Ethnology. Bulletin. 145, ZDB-ID 799398-5). United States Government Printing Office, Washington DC 1952.
- Source Material for the social and ceremonial life of the Choctaw Indians (= Smithsonian Institution. Bureau of American Ethnology. Bulletin. 103). United States Government Printing Office, Washington DC 1931.
- Haida Texts and myths. Skidegate dialect (= Smithsonian Institution. Bureau of American Ethnology. Bulletin. 29). United States Government Printing Office, Washington DC 1905, (Digitalisat).

| Personendaten    | Personendaten                  |
| ---------------- | ------------------------------ |
| NAME             | Swanton, John Reed             |
| KURZBESCHREIBUNG | US-amerikanischer Anthropologe |
| GEBURTSDATUM     | 19. Februar 1873               |
| GEBURTSORT       | Gardiner, Maine                |
| STERBEDATUM      | 2. Mai 1958                    |
| STERBEORT        | Newton, Massachusetts          |